# Franco Testa
Franco Testa (Padova, 7 febbraio 1938 – Padova, 22 giugno 2025) è stato un pistard e ciclista su strada italiano.

## Biografia
Professionista dal 1965 al 1967, fu campione olimpico ai Giochi della XVII Olimpiade nell'inseguimento a squadre e vicecampione olimpico, nella stessa specialità, a quelli di Tokyo 1964.

## Palmarès
- 1960

Giochi olimpici, Inseguimento a squadre (con Marino Vigna, Luigi Arienti e Mario Vallotto)

## Piazzamenti

### Competizioni mondiali
- Campionati del mondo

Amsterdam 1959 - Inseguimento Dilettanti: 7º
Parigi 1964 - Inseguimento a squadre: 2º
- Giochi olimpici

Roma 1960 - Inseguimento a squadre: vincitore
Tokyo 1964 - Inseguimento a squadre: 2º